# ABA Liga Finals MVP

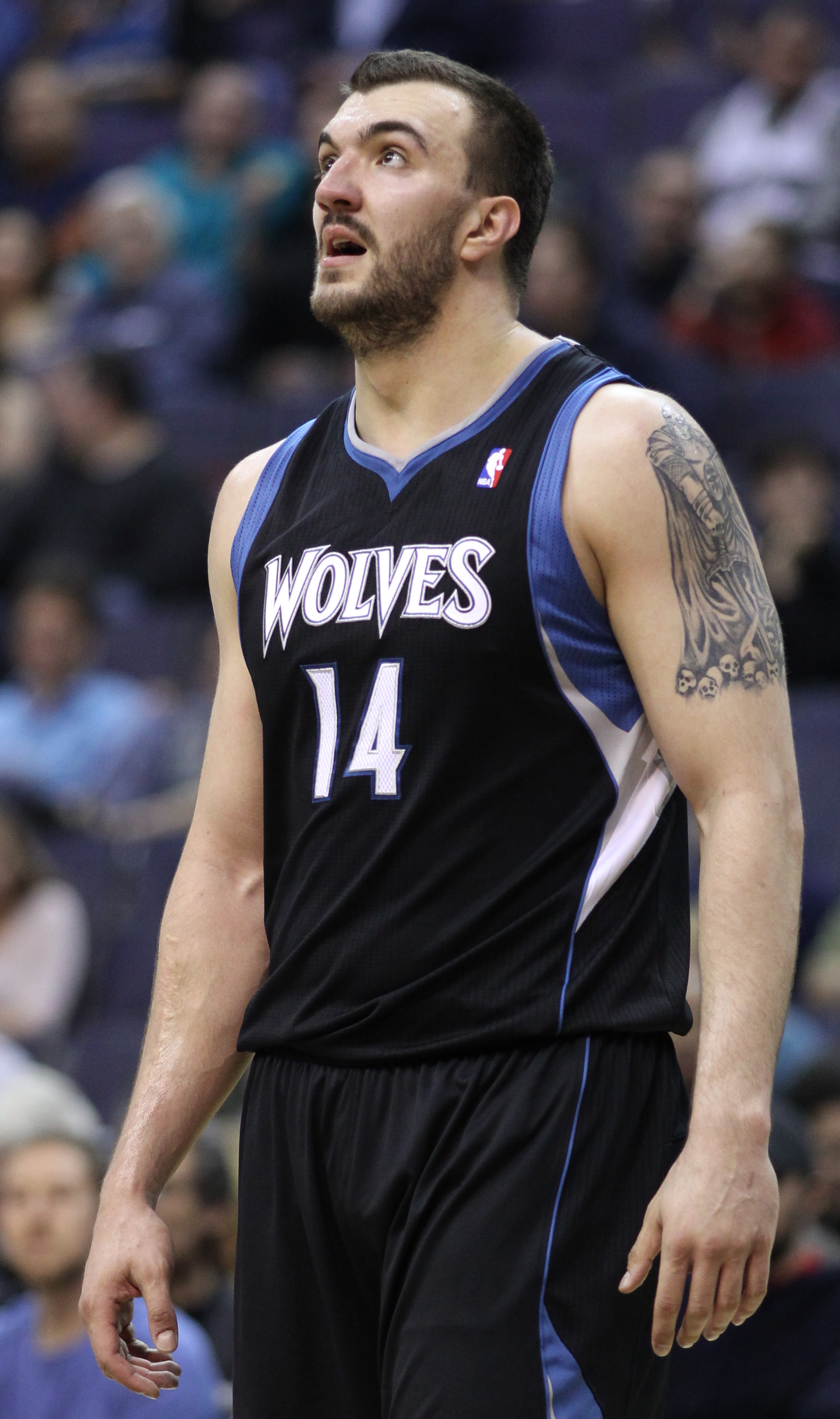
Nikola Peković, vincitore nel 2008.

La ABA Liga Finals MVP è il premio conferito dalla Lega Adriatica al miglior giocatore delle finali.

## Vincitori
| Stagione  | Nazionalità                                      | Giocatore                                        | Squadra                                          |
| --------- | ------------------------------------------------ | ------------------------------------------------ | ------------------------------------------------ |
| 2001-2002 | Slovenia                                         | Jure Zdovc                                       | Olimpija Lubiana                                 |
| 2002-2003 | Croazia                                          | Marko Popović                                    | Zara                                             |
| 2003-2004 | Serbia e Montenegro                              | Ognjen Aškrabić                                  | FMP Železnik                                     |
| 2004-2005 | Serbia e Montenegro                              | Nebojša Bogavac                                  | Hemofarm Vršac                                   |
| 2005-2006 | Stati Uniti                                      | Vonteego Cummings                                | Partizan                                         |
| 2006-2007 | Stati Uniti                                      | Vonteego Cummings                                | Partizan (gara 1)                                |
| 2006-2007 | Serbia                                           | Zoran Erceg                                      | FMP Železnik (gara 2)                            |
| 2007-2008 | Montenegro                                       | Nikola Peković                                   | Partizan                                         |
| 2008-2009 | Serbia                                           | Novica Veličković                                | Partizan                                         |
| 2009-2010 | Stati Uniti                                      | Jamont Gordon                                    | Cibona Zagabria                                  |
| 2010-2011 | Australia                                        | Nathan Jawai                                     | Partizan                                         |
| 2011-2012 | Stati Uniti                                      | Keith Langford                                   | Maccabi Tel Aviv                                 |
| 2012-2013 | Serbia                                           | Raško Katić                                      | Stella Rossa                                     |
| 2013-2014 | Croazia                                          | Dario Šarić                                      | Cibona Zagabria                                  |
| 2014-2015 | Serbia                                           | Boban Marjanović                                 | Stella Rossa                                     |
| 2015-2016 | Serbia                                           | Stefan Jović                                     | Stella Rossa                                     |
| 2016-2017 | Serbia                                           | Charles Jenkins                                  | Stella Rossa                                     |
| 2017-2018 | Bosnia ed Erzegovina                             | Nemanja Gordić                                   | Budućnost                                        |
| 2018-2019 | Stati Uniti                                      | Billy Baron                                      | Stella Rossa                                     |
| 2019-2020 | non assegnato a causa della Pandemia di COVID-19 | non assegnato a causa della Pandemia di COVID-19 | non assegnato a causa della Pandemia di COVID-19 |
| 2020-2021 | Camerun                                          | Landry Nnoko                                     | Stella Rossa                                     |
| 2021-2022 | Serbia                                           | Ognjen Dobrić                                    | Stella Rossa                                     |
| 2022-2023 | Serbia                                           | Kevin Punter                                     | Partizan                                         |
| 2023-2024 | Brasile                                          | Yago                                             | Stella Rossa                                     |
| 2024-2025 | Stati Uniti                                      | Tyrique Jones                                    | Partizan                                         |